# زنبووو (استان لهستان بزرگ‌تر)
زنبووو (به لهستانی:  Zębowo) یک روستا در لهستان است که در گمینا لوووک واقع شده‌است. زنبووو ۷۶۱ نفر جمعیت دارد و ۹۰ متر بالاتر از سطح دریا واقع شده‌است.